# 커먼 카프

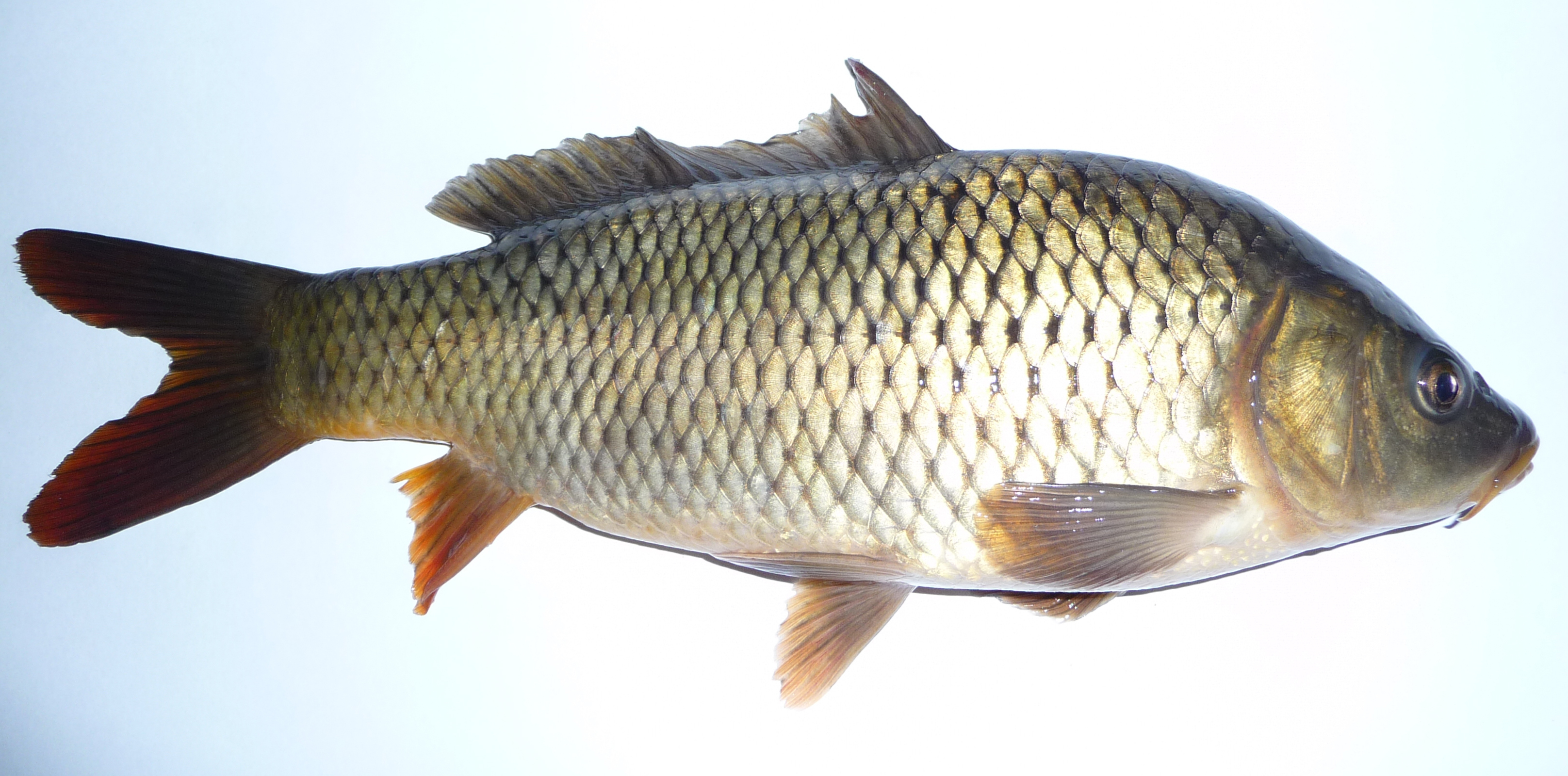

커먼 카프(common carp, 잉어, 학명: Cyprinus carpio)는 유럽과 아시아의 호수와 큰 강에서 부영양화된 수역에 널리 분포하는 민물고기이다. 토종 야생 개체군은 국제자연보전연맹(IUCN)에서 취약종으로 지정되어 있지만, 전 세계적으로 가축화되어 환경으로 유입(수산양식 문서 참고)되기도 했다. 종종 파괴적인 침입종으로 간주되어 세계 100대 최악의 침입종 목록에 포함되기도 한다. 잉어과의 학명(Cyprinidae)은 커먼 카프의 학명 'Cyprinus carpio'에서 유래했다.

## 같이 보기
- 떡붕어